# Young-Hae Chang Heavy Industries

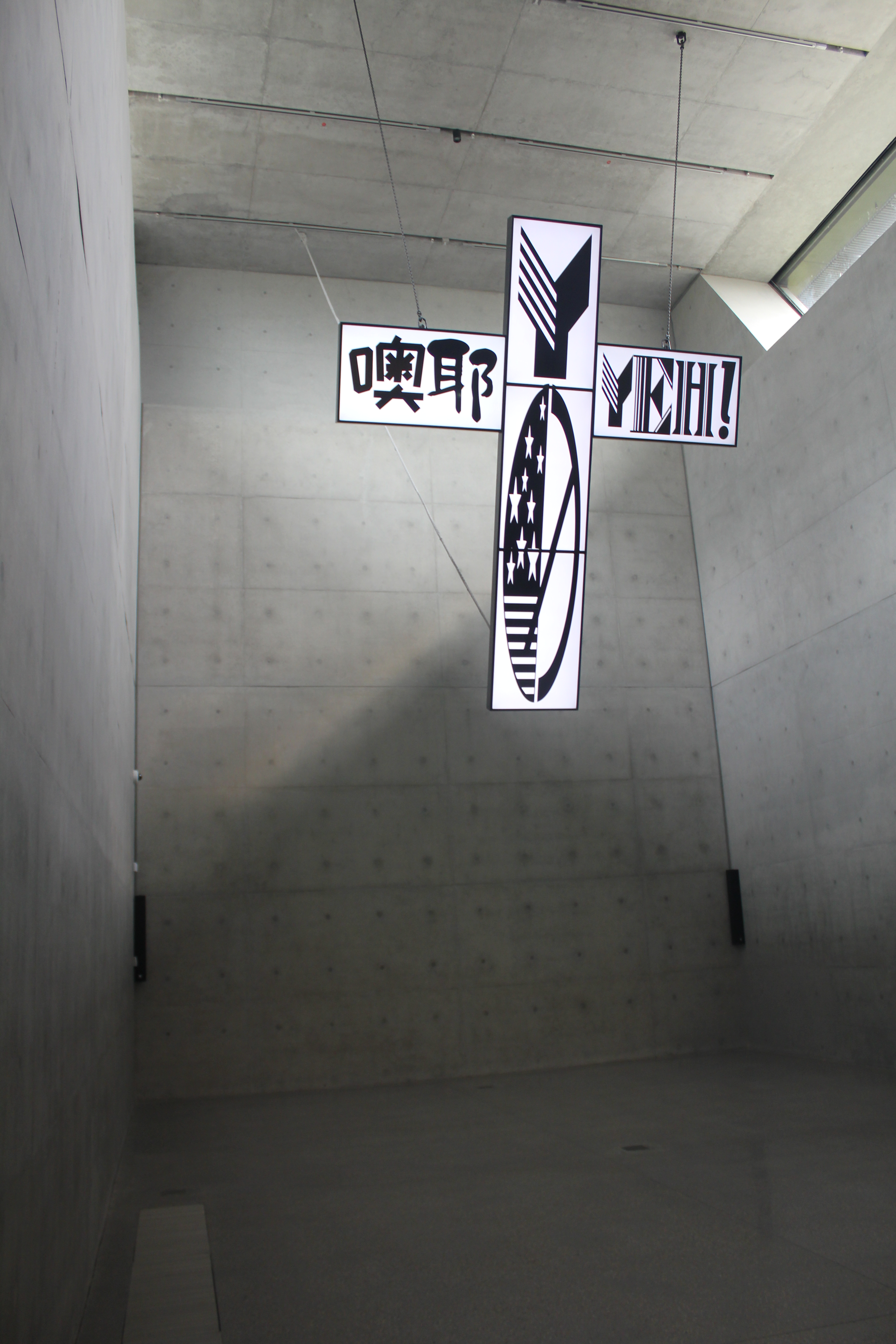
Vidéo-sculpture exposée à M+ (2021).

Young-Hae Chang Heavy Industries (장영혜중공업), ou YHCHI, est un groupe artistique sud-coréen, situé à Séoul et œuvrant sur internet. Il est composé de Young-hae Chang, Sud-Coréenne, et de Marc Voge, Américain.
Leur travail, présenté en plus d'une douzaine de langues, est constitué de textes, généralement en noir sur fond blanc, sous forme de fichier au format flash, sur un fond sonore le plus souvent emprunté au répertoire du jazz.

## Œuvres
- The Art of Sleep, 18 min 30 s (2006), commande de la Tate Online[1].
- Les Amants de Beaubourg (2007), réalisée pour le 30e anniversaire du Centre Pompidou[2].

## Récompenses
- 2001 : Webby Award, catégorie Art[3].